# كاثبيرت سيباستيان
كاثبيرت مونترافيل سيباستيان (بالإنجليزية: Cuthbert Montraville Sebastian)‏ (22 أكتوبر 1921 - 25 مارس 2017) هو الحاكم العام الثاني لسانت كيتس ونيفيس، أقسم القسم للحكم في 1995، وتولى مهام الحكم للبلاد في 1996.
السير كوثبرت سباستيان هو الإبن الوحيد الباقي للراحل سبستيان ماثيو جوزيف المبجل (عضو المجلس التشريعي والتنفيذي في سانت كريستوفر نيفيس، وأنغيلا، وتوفى في عام 1944) والراحلة السيدة فيرونيكا إنيز سيباستيان.
درس في جامعة ماونت اليسون، ونيو برانزويك، حيث حصل على درجة البكالوريوس. ودخل جامعة دالهوزي في هاليفاكس، نوفا سكوتيا، حيث درس الطب وتخرج عام 1958، مع درجة MDCM ليصبح جراح.
وقد خدم في سانت كيتس ونيفيس وأنغيلا كتلميذ ومعلم، وكصيدلي كيميائي، فني مختبر، مصدر العليا، المشرف الطبي والتوليد الطبيب النسائي. وكان المسؤول الطبي الأول في سانت كيتس ونيفيس 1980-1983.
كان سيباستيان مدفعيًا خلفيًا خلال الحرب العالمية الثانية بسلاح الجو الملكي الكندي، وكابتن (جراح) في قوة دفاع سانت كيتس ونيفيس، وطبيبًا محليًا لأمير ويلز (الأمير تشارلز)، عندما قام سموه بزيارة سانت كيتس ونيفيس في عام 1973 (زار أمير ويلز الجزيرة لافتتاح باستيون أمير ويلز الذي تم ترميمه حديثًا، في 1 يونيو). بالإضافة لذلك، كان مساعداً لرئيس وزراء سانت كريستوفر-نيفيس-أنغيلا، روبرت لويلين برادشو، عندما ذهب برادشو إلى قصر باكنغهام بمناسبة مرور 25 عامًا على العرش.